# Palazzo Jacopo da Brescia

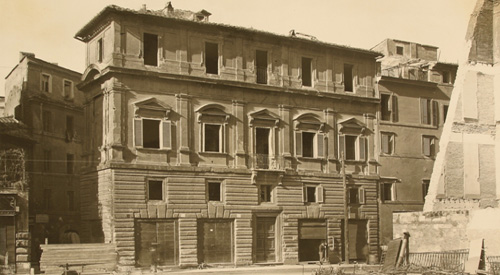
Fachada do palácio original pouco antes da demolição (1939).

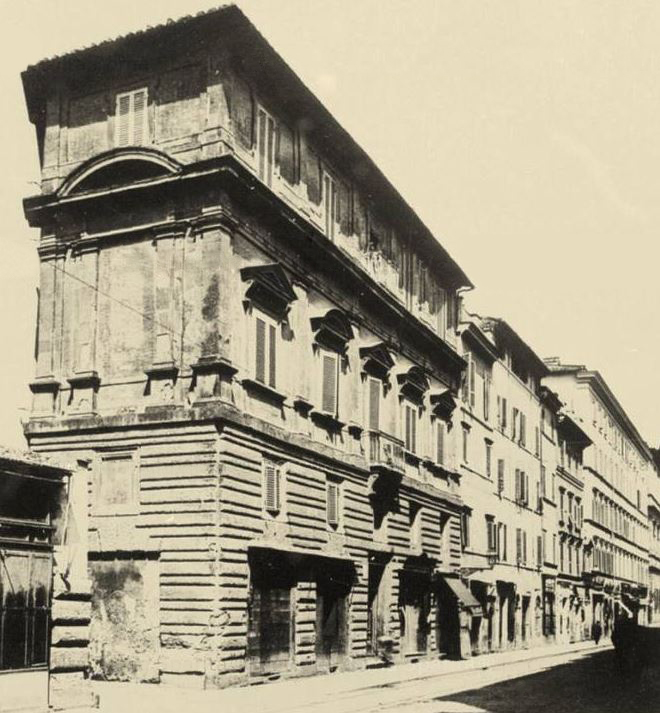
Outra vista do palácio por volta de 1930.

Palazzo Jacopo da Brescia é um palácio renascentista localizado na esquina da Via dei Corridori com a Via Rusticucci, no rione Borgo de Roma, e construído para Jacopo da Brescia (conhecido também como Giacomo di Bartolomeo), um médico a serviço do papa Leão X entre 1515 e 1519. O edifício atual é uma reconstrução do original, demolido juntamente com o resto da Spina di Borgo na década de 1930 durante as obras de abertura da Via della Conciliazione.

## História
O projeto é geralmente atribuído a Rafael e foi baseado no vizinho Palazzo Caprini de Bramante (demolido). O palácio, que tinha uma planta triangular, ficava na confluência da via Borgo Nuovo (antiga Via Alessandrina) com a Via dell'Elefante (uma continuação do Borgo Sant'Angelo), entre a Piazza Scossacavalli e a Piazza Rusticucci. Ele foi demolido juntamente com o resto da Spina di Borgo para permitir a construção da Via della Conciliazione em 1937. Um novo edifício no mesmo estilo e reaproveitando muitos de seus elementos foi reconstruído em 1940 na esquina da Via Rusticucci com a Via dei Corridori, não muito distante da localização original, no fundo do Palazzo Rusticucci-Accoramboni e ao lado da Casa di Febo Brigotti, também reconstruída.

## Características
O palácio foi construído tendo como base o vizinho Palazzo Caprini, demolido no final do século XVI e arquétipo de muitos palácios romanos, projetado por Donato Bramante e casa do próprio Rafael. A porção inferior da fachada era revestido por pedras rusticadas de peperino em faixas horizontais com cinco aberturas para a instalação de lojas e um mezzanino com janelas quadradas. O piso nobre, iluminado por cinco janelas na largura, era revestido por lesenas dóricas encimadas por um entablamento, assim como o sótão logo acima. O piso superior apresentava um dos primeiros exemplos em Roma da utilização de um revestimento de tijolos aparentes (neste caso permeado por membranas de peperino) em um edifício relevante.
A estreita fachada na Via dell'Elefante foi resolvida por Rafael com a utilização de uma serliana, também um dos primeiros exemplos na cidade.